# HMS Lotus (K130)
HMS Lotus (K130) je bila korveta razreda flower Kraljeve vojne mornarice, ki je bila operativna med drugo svetovno vojno.

## Zgodovina
Korveta, ki je bila prvotno poimenovana HMS Phlox (K130), je bila leta 1947 prodana kot trgovska ladja Southern Lotus. Naslednje leto so jo preuredili v nosilko boj in nato leta 1950 v kitolovko. Decembra 1966 so ladjo prodali, da bi jo razrezali v Belgiji. 18. decembra istega leta se je potopila med vleko pri obali Jutlanda.